# Karahan Tepe
Karahantepe es un yacimiento arqueológico prehistórico en la provincia de Sanliurfa en Turquía. Se encuentra en las cercanías de su contemporáneo Göbekli Tepe y los arqueólogos también han hallado estelas en forma de T en ambos lugares. Según el Daily Sabah, «las excavaciones han descubierto 250 obeliscos que presentan figuras animales» y, según algunos científicos, podría tratarse de uno de los primeros poblados al estar datado en el año 9.400 antes de Cristo.
El yacimiento está ubicado cerca de Yağmurlu, a aproximadamente 35 kilómetros al este de Göbekli Tepe, y dada su similitud aunque un poco más pequeño a menudo se le conoce como el yacimiento hermano de Göbekli Tepe. Forma parte del proyecto Cultura Göbeklitepe y Excavaciones Karahantepe, y las excavaciones comenzaron en 2019 por la Universidad de Estambul. El área es denominada como «Keçilitepe» por los nativos de la zona.

## Excavaciones
Aunque las antiguas estructuras de Karahan Tepe fueron descubiertas en 1997 por «investigadores cerca del barrio de Kargalı en el parque nacional de las Montañas Tek Tek», las excavaciones no comenzaron hasta el año 2019. Necmi Karul, un arqueólogo de la Universidad de Estambul, relató a la Agencia Anadolu en 2019 que «el último año, se retomaron los trabajos de excavación en Karahantepe (Kectepe), a unos 60 kilómetros de Gobeklitepe, y encontramos restos de estructuras especiales, obeliscos, esculturas de animales, descripciones, así como simbolismo similar».
La Universidad de Estambul desveló en 2021 que, durante el proceso de abandono premeditado del yacimiento, algunas de las estatuas humanas fueron decapitadas, se les cortó la nariz y sus cabezas se colocaron al revés mirando hacia las paredes. La gran sala central es una circunferencia de 23 metros de diámetro, cuyo techo estaba sostenido por dos grandes pilares en forma de T, actualmente derruidos en el pavimento. Se cree que en este recinto era donde estaría ubicado el trono del líder del poblado o la divinidad en cuestión. Aunque se han encontrado tanto esculturas de animales como de humanos en piedra caliza, en una segunda fase desaparecen las figuras zoomórficas en favor de las antropomórficas.